# Roilianka (Bilhorod-Dnistrovskyi)
Roilianka  (ucraniano: Ройлянка) es una localidad del Raión de Bilhorod-Dnistrovskyi en el Óblast de Odesa de Ucrania. Según el censo de 2001, tiene una población de 148 habitantes.